# Karl von Blaas
Pour les articles homonymes, voir von Blaas.

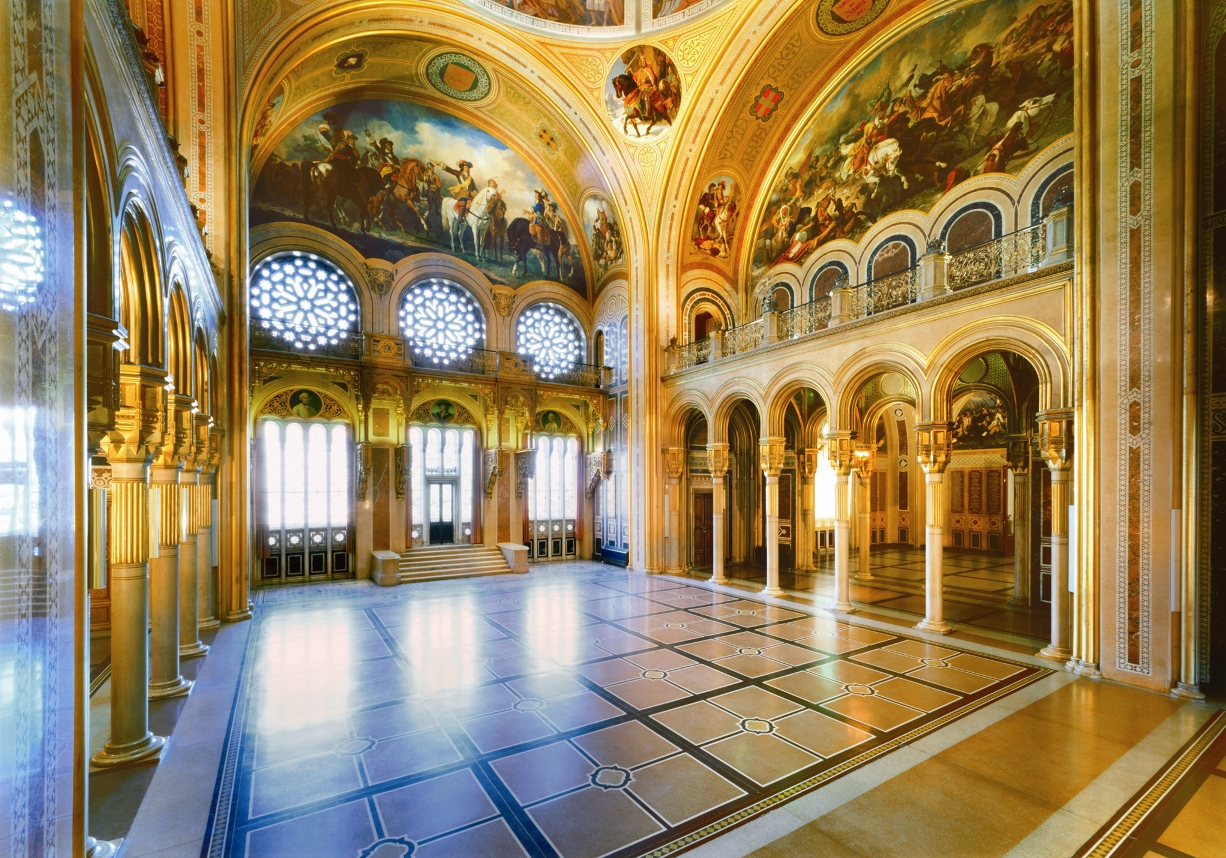
La Salle de la renommée au Musée d'histoire militaire de Vienne, avec les fresques de Karl von Blaas

Karl von Blaas, né le 28 avril 1815 à Nauders, dans le Tyrol (empire d'Autriche), mort le 19 mars 1894 à Vienne (Autriche), est un peintre de genre et d'histoire autrichien.

## Biographie
Karl von Blaas naît le 28 avril 1815, à Nauders, petit hameau du Tyrol. Il est originaire d'un milieu paysan modeste. Il étudie à Vienne avec le peintre hongrois Sándor Liezen-Mayer. Son oncle, le baron von Eschenburg, découvre très tôt son talent et l'envoie, en 1832, se perfectionner à l'Académie des beaux-arts de Venise, notamment avec Ludovico Lipparini. Il y reste jusqu'en 1837. Sa peinture Moïse sur le Mont Sinaï lui vaut le Prix romain de l'Académie de Venise, une bourse d'études de cinq ans à Rome. Il se rend à  Florence, où il étudie les œuvres de Raphaël et du début de la Renaissance. Il réside ensuite à Rome où il subit fortement l'influence de Friedrich Overbeck et du mouvement nazaréen. Il se consacre à des sujets religieux. Il va encore étudier deux ans à Munich, puis se consacre à la peinture dans des églises à Paris, à Londres et en Italie.
Il obtient la chaire de professeur de peinture d'histoire à l'Académie de Vienne en 1851. C'est à cette époque qu'il peint les fresques de l'église d'Altlerchenfeld.
En 1855, il se voit décerner un prix à l'Exposition universelle de Paris pour son tableau Charlemagne visitant une école d'enfants, et, la même année, il accepte un poste de professeur aux Gallerie dell'Accademia de Venise. Son fils Eugen lui apporte son aide lors de la décoration de l'Arsenal de Vienne. De 1858 à 1872, il peint son œuvre maîtresse, les fresques du Musée militaire de Vienne.
Il retourne à Vienne en 1866 où il écrit une autobiographie, publiée en 1876 dans la capitale austro-hongroise, qui fournit également des informations concernant ses deux fils, Julius et Eugen, tous deux peintres de tableaux de genre et historiques. Il meurt à Vienne le 19 mars 1894, à l'âge de 78 ans.
Il a réalisé de nombreux portraits, des tableaux de genre, des tableaux religieux et des fresques. Il est l'auteur des fresques de l'église de Fót (Hongrie). Parmi ses élèves, on compte le peintre orientaliste Leopold Carl Müller

## Hommage
En 1895, à Vienne-Döbling (19e arrondissement) est inaugurée une rue Blaas.

## La Salle de la renommée
Le chef-d'œuvre de Karl von Blaas  est l'ensemble des fresques de la Salle de la renommée du Musée royal et impérial des armes, maintenant 
Musée d'histoire militaire de Vienne. Ces fresques représentent des scènes importantes de l'histoire de l'Autriche. Le contrat pour cette décoration a été attribué à Karl von Blaas après l'achèvement de l'Arsenal de Vienne.

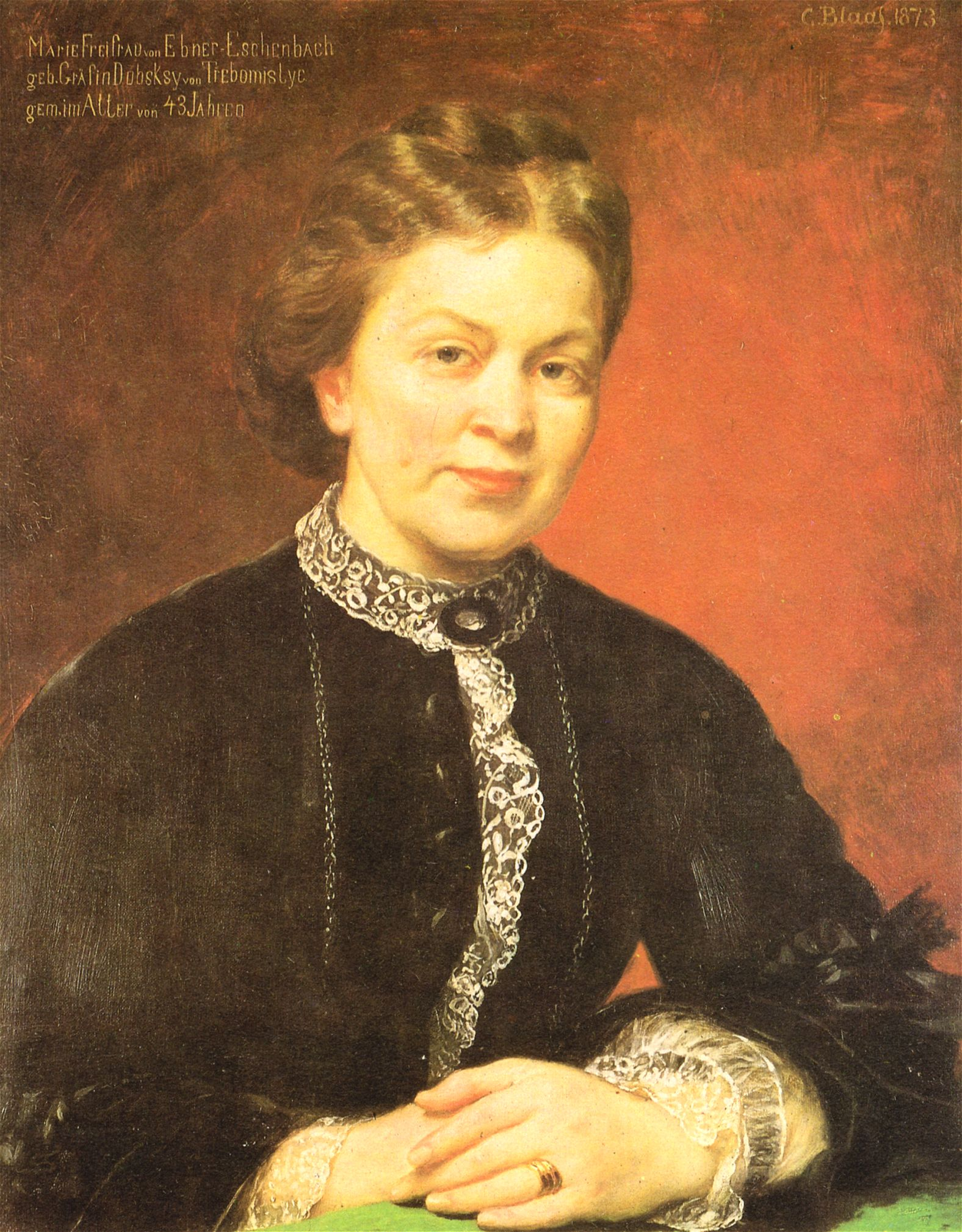
Portrait de Marie von Ebner-Eschenbach (1873)

Karl von Blaas décore la coupole de cette vaste salle avec des scènes de l'époque des Babenberg, à savoir : La prise de Melk par le margrave Léopold Ie de Babenberg, Le margrave Léopold III le Bienheureux refuse la couronne de l'Empire, L'empereur Frédéric Barberousse confie en 1156 l'Autriche au Babenberg Henri II Jasormigott et la Bavière au duc de Saxe Henri le Lion et Le duc Léopold VI, patron glorieux des arts et des sciences.
Les quatre grands murs accueillent des fresques représentant de grandes victoires des armées impériales : La bataille de Nördlingen en 1634, Le conseil de guerre durant la bataille de Saint-Gothard en 1664, La bataille de Zenta en 1697 et La libération de Turin en 1706. Dans la salle adjacente à gauche, les peintures concenrenent les évènements des règnes de Marie-Thérèse et Joseph II jusqu'à la prise de Belgrade en 1789. Dans celle de droite, ce sont les guerres napoléoniennes qui servent de sujets, depuis la bataille de Würzburg en 1796, jusqu'aux négociations d'armistice entre le maréchal Radetzky et le roi Victor-Emmanuel II de Sardaigne après la bataille de Novarre en 1849, en passant par la rébellion tyrolienne de 1809.
Le travail du peintre dure quatorze ans, de 1858 à 1872. Le Musée d'histoire militaire est touché par plusieurs bombes lors de raids aériens les 10 septembre et 11 décembre 1944. Deux fresques des salles latérales de la Salle de la renommée sont alors détruites. Elles sont restaurées après la guerre par Maximilian Poosch-Gablenz (de), à partir de dessins de l'artiste.

## Œuvres

### Peintures
- Tullia roulant au-dessus du corps de son père - 1832.
- Socrate et Alcibiade - 1836.
- Les anges emportent Sainte Catherine sur le Mont Sinaï après son martyre - 1841.
- Le Voyage de Jacob dans le désert - 1841 - Belvedère, Vienne[1].
- Les anges emportent Sainte Catherine sur le Mont Sinaï après son martyre - Huile sur panneau - 37,5 × 57,5 cm - 1852.
- Charlemagne visitant une école d'enfants - 1855 - Musée de Venise.
- Le Viol des épouses vénitiennes au sixième siècle - 1858 - Musée d'Innsbruck.
- Fresques de la Salle de la renommée - 1858-1872 - Musée militaire, Vienne.
- Ulysse et les sirènes - 1872.
- Visitation, Musée d'Innsbruck.
- Ekkehard franchissant, avec la duchesse de Soube, le seuil du monastère.
- Le prince Eugène traverse la Bosnie en 1697.
- Portrait de Marie von Ebner-Eschenbach.
- Le siège de Vienne  par les Turcs en 1683.
- Capture d'Andreas Hofer en 1809.
- Fresques et retables de l'église de l'Immaculée-Conception de Fót (hu), près de Pest.
- Parade - Aquarelle - 16 × 25 cm.
- Nu féminin - Dessin - 39 × 27,6 cm.
- Les anges emportent Sainte Catherine sur le Mont Sinaï après son martyre - Belvedère, Vienne.

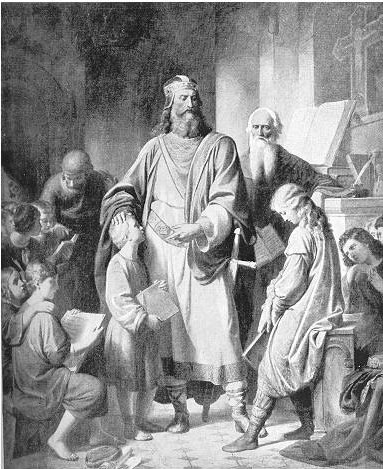
Charlemagne visitant une école d'enfants
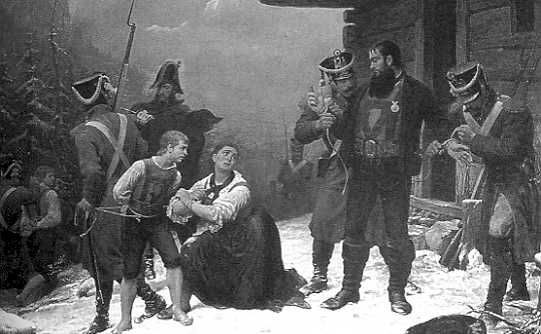
Capture d'Andreas Hofer en 1809
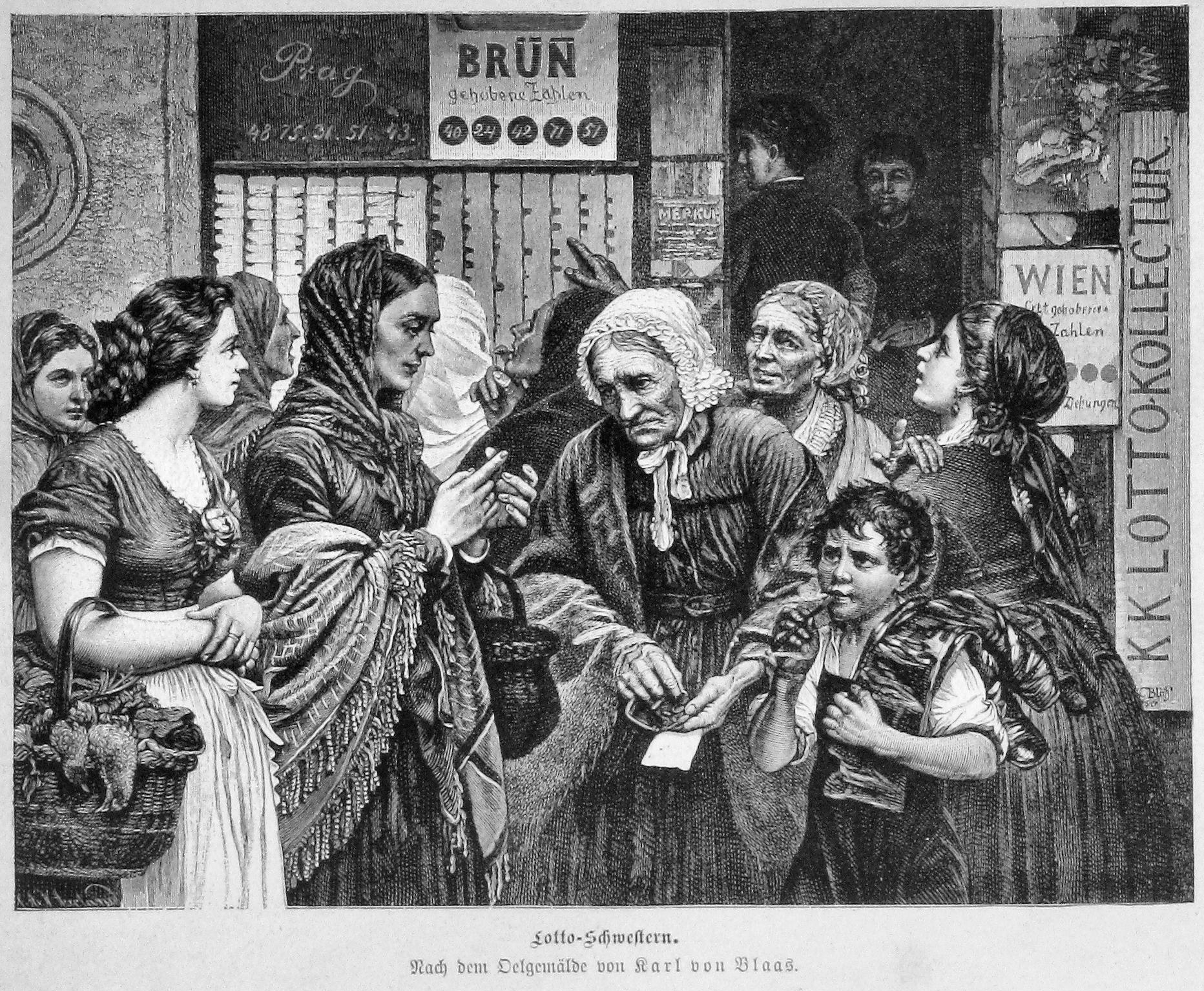
Lotto-Schwestern, d'après une peinture de Karl von Blaas
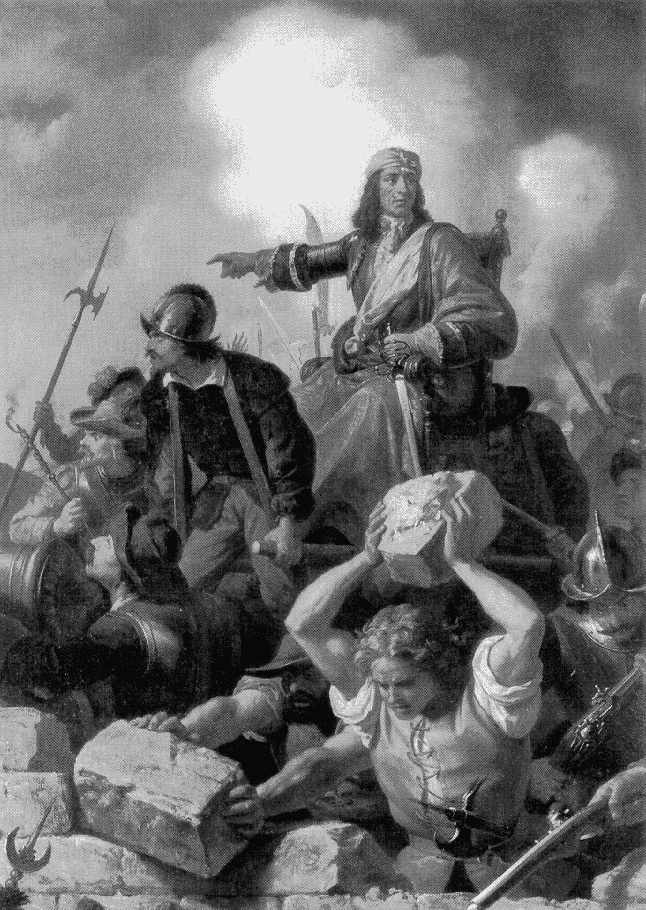
Siège de Vienne (Autriche) par les Turcs en 1683

## Publications
- Selbstbiographie, Vienne, 1876[3].